# Phytoecia parvula
Phytoecia parvula är en skalbaggsart som beskrevs av Stefan von Breuning 1960. Phytoecia parvula ingår i släktet Phytoecia och familjen långhorningar. Inga underarter finns listade i Catalogue of Life.